# Solen skiner
Solen Skiner var ett svenskt proggband som växte fram under förberedelserna till första Gärdesfesten i Stockholm juni 1970, där gruppen också gjorde sin första spelning.
Solen Skiner spelade en drone-baserad monoton musik med texter om bland annat den svenska naturen och militarismen. Medlemmarna var Håkan Agnsäter, Sven Bjärhall, Gunnar Lidström och Åke Näslund. Vid andra Gärdesfesten i augusti 1970 spelades gruppen in av det icke-kommersiella skivbolaget Silence och var med på LP:n Festen på Gärdet (1971) med låten "Militär".
Efter att gruppen 1972 utökats med Christer Nahrendorf, Lennart Holmgren och Göran Hammarén (1974) och  Christer Kilander (1975) övergick repertoaren till att bli mer och mer rock- och bluesbaserad med texter från den egenupplevda vardagen. Mellan åren 1974 och 1978 hade gruppen runt 490 spelningar från Luleå till Ystad. De flesta spelningar var på ungdomsgårdar, musikforum, festivaler, fängelser och olika stödkonserter. Solen Skiner gjorde också fyra inspelningar för radioprogrammet Tonkraft  mellan 1973 och 1977. Solen Skiner medverkade också i två TV-program,  "Lördags" (sändes i TV2 den 18 sept. 1976) och i programmet "Popluvan" (sändes i TV1 den 5 jan. 1977 och kan ses på Youtube under rubriken Solen Skiner på TV)
1976 kom första LP:n, Solen Skiner, producerad av Tore Berger på MNW. Omslagsfotot togs av Carl Johan De Geer. Populära låtar på albumet blev "Valfläskboogie" och "Dolda Förtrycket". 1977 kom andra LP:n Strålande tider på Musiklaget med låtar som ”Tio våningar att falla” och ”Ta hand om ditt liv”.
Gruppen förekom också i filmen "Vi har vår egen sång" som handlade om Alternativfestivalen i Stockholm 1975.

## Medlemmar
- Håkan Agnsäter – trummor
- Sven Bjärhall – sång, gitarr
- Göran Hammarén – elbas (1974–1975)
- Lennart Holmgren – munspel
- Christer Kilander – elbas (1975–1978)
- Gunnar Lidström – sång, elbas (1970, 2012)
- Roland Ljungberg – flöjt (1971)
- Christer Nahrendorf – sång, gitarr
- Åke Näslund – elbas (1970–1973, 1998– )
- Elsie Petrén – saxofon (1978)
- Peder af Ugglas – gitarr, piano (1998–2004)
- Kurt Tärnlund - sång (1996)
- Lena Frelin - sång, rytm (1997-1999)
- Mia Sundström - sång (1997-1999)
- Malte Sjöstrand- hammondorgel, keyboard (1997-1999)

## Diskografi
Studioalbum
- 1976 – Solen Skiner  (MNW 60P, LP)
- 1977 – Strålande tider  (Musiklaget MLLP-9, LP)

Samlingsalbum (div. artister)
- 1971 – Festen på Gärdet  (Silence SRS 4603, LP)
- 1982 – Tonkraft-LiveMusic from Sweden (Sveriges Radio TLP 5-6, dubbel samlings-LP)
- 2007 – MNW Digital Archive 1976 (Samlingsalbum med bl.a. Solen Skiners "Vissla i Mörker")
- 2013 – Progglådan  (Progg-CD A08, Sveriges Radio AB/Marbacken AB 2013. Låda med 40 CD)
- 2019 - MNW 50 - 1969-2019 (Jubileumsbox MNW 50 år med 21 CD)